# Cirrhochrista mnesidora
Cirrhochrista mnesidora is een vlinder uit de familie van de grasmotten (Crambidae), uit de onderfamilie van de Spilomelinae. De wetenschappelijke naam van deze soort is voor het eerst voorgesteld als Scirpophaga mnesidora door Edward Meyrick in een publicatie uit 1894.
De soort komt voor in Indonesië (Java, Sumbawa).